# Julio Nobile
Julio Nobile (* 5. November 2001) ist ein argentinischer Leichtathlet, der sich auf den Hammerwurf spezialisiert hat.

## Sportliche Laufbahn
Erste Erfahrungen bei internationalen Meisterschaften sammelte Julio Nobile im Jahr 2016, als er bei den U18-Südamerikameisterschaften in Concordia mit einer Weite von 59,71 m mit dem 5 kg schweren Hammer den sechsten Platz belegte. 2018 gewann er dann mit 71,29 m die Bronzemedaille bei den U18-Südamerikameisterschaften in Cuenca und startete anschließend bei den Olympischen Jugendspielen in Buenos Aires und gelangte dort auf Rang acht. Im Jahr darauf siegte er bei den U20-Südamerikameisterschaften in Cali mit 69,02 m mit dem 6-kg-Hammer und anschließend gewann er bei den U20-Panamerikameisterschaften in San José, Costa Rica mit 69,40 m die Bronzemedaille. 2021 klassierte er sich bei den Südamerikameisterschaften in Guayaquil mit 59,40 m auf dem siebten Platz. Mitte Oktober gewann er dann bei den U23-Südamerikameisterschaften ebendort mit 61,63 m die Bronzemedaille hinter dem Brasilianer Alencar Pereira und Daniel Leal aus Chile und gelangte anschließend bei den erstmals ausgetragenen Panamerikanischen Juniorenspielen in Cali mit 61,52 m auf Rang sieben.